# 三重交通硬式野球部
三重交通硬式野球部（みえこうつうこうしきやきゅうぶ）は、三重県伊勢市に本拠地を置き、日本野球連盟に加盟していた社会人野球の企業チームである。1968年10月に活動を停止した。
運営母体は、私鉄（当時）の三重交通。

## 概要
1950年4月、三重交通が硬式野球部として『三重交通硬式野球部』を創設。
1952年には、創部2年目にしてエース服部力を擁して都市対抗野球に初出場。準決勝で日鉄二瀬に敗れたが、3位決定戦で熊谷組相手に延長13回サヨナラ勝ちを収め黄獅子旗を獲得した。
1954年にも、服部を擁し都市対抗野球に出場し8強入りを収める。
1950年代中盤に入ると若干勢いが衰えたが、1959年の都市対抗野球に5年ぶりに出場するとそこから3年連続で出場。1961年には服部が監督として復帰し、南海ホークスを退団した円子宏などを補強した。その後、円子が現役を引退して監督に就任。1964年と1965年に2年連続で都市対抗野球に出場した。
1968年10月22日、経営合理化のため活動を停止した。
以後、三重県からの都市対抗出場チームはほぼHonda鈴鹿のみとなり、それ以外のチームの都市対抗野球出場は2014年の第85回大会に出場した永和商事ウイング（四日市市）まで待たれることとなった。

## 沿革
- 1950年 - 『三重交通』として創部。
- 1952年 - 都市対抗野球に初出場（3位）。
- 1968年 - 母体の経営合理化のため活動を停止（正式な解散は1974年末）。

## 主要大会の出場歴・最高成績
- 都市対抗野球大会 - 出場7回、3位（1952年）
- 日本産業対抗野球大会 - 出場3回
- JABA伊勢大会 - 優勝1回（1964年）

## 主な出身プロ野球選手
- 東田正義（外野手） - 1967年ドラフト2位で西鉄ライオンズに入団

## 元プロ野球選手の競技者登録
- 服部力（元：近鉄パールス） - 投手（1952年～1956年）→退団→監督→退団
- 円子宏（元：南海ホークス） - 投手→監督→退団